# Cessna Citation Mustang
Cessna Citation Mustang (Cessna 510) – amerykański samolot dyspozycyjny klasy Very Light Jet. Najmniejszy model z rodziny Cessna Citation.
Samolot odbył pierwszy lot 23 sierpnia 2005. Kabina mieści 2 członków załogi oraz 4 pasażerów. Samolot jest wyposażony w szklany kokpit Garmin G1000 a jego cena wynosi około 3 miliony USD.

## Konstrukcja
Cessna 510 to samolot w układzie dolnopłata konstrukcji metalowej, z podwoziem w układzie trójkołowym, wyposażony w dwa silniki Pratt & Whitney Canada PW615F zamontowane z tyłu kadłuba. Do konstrukcji kadłuba użyto przede wszystkim stopów aluminium. W konstrukcji nośnej skrzydła zaprojektowano 3 dźwigary. Samolot posiada jedne drzwi z lewej strony w przedniej części kadłuba oraz dodatkowe wyjście ewakuacyjne z prawej strony kadłuba. Mustang jest jednym z najmniejszych samolotów dyspozycyjnych wyposażonych w toaletę dla pasażerów.